# Смерть пионерки
«Смерть пионерки» — соцреалистическая поэма советского поэта Эдуарда Багрицкого, написанная в 1932 году. Впервые опубликована в журнале «Красная новь» в 1932 году в октябрьском номере (№ 10), к 15-летней годовщине Октябрьской революции. Вошла в третий прижизненный сборник поэта, «Последняя ночь», состоящий из трёх поэм — «Последняя ночь», «Человек предместья» и, собственно, «Смерть пионерки».
В основе сюжета лежит реальный факт — смерть 13-летней дочери хозяина дома (где жил поэт в Кунцеве), Вали Дыко.
В 1960 году улица в Кунцеве (ранее Монастырская, затем Пионерская) получила название улицы Багрицкого.
«Смерть пионерки» — единственное произведение из всего творчества Эдуарда Багрицкого, которое вошло в обязательную школьную программу по русской литературе в Советском Союзе. По состоянию на 2010-е годы в школьной программе России оно уже отсутствует, но тем не менее остаётся известным и поныне.

## Эпиграф
Эпиграфом является четверостишие самого Багрицкого про окончание весенней грозы.

## Сюжет
Сюжет основан на реальных событиях.
Девочка-пионерка Валя умирает от скарлатины в больнице. Около неё сидит мать, которая пытается уговорить её держаться, и, в простодушности своей, приносит ей крестильный крест. Потом мать, рассказывая дочке, как плохо сейчас без неё дома, и делясь мечтами о её будущем, говорит об этом исключительно в материальном аспекте: «хозяйство брошено», «я ли не копила для тебя добро»… А материнские мечты о будущем Вали — хорошее приданое и удачное замужество. Подобные разговоры о материальных вещах и о возможном будущем замужестве не могут ни увлечь умирающую девочку, ни придать ей волю к жизни: у неё совсем другие мысли. Тем более не может дать последней надежды ей и крест. Ей чудятся в подступающих грозовых облаках марширующие пионерские отряды, а в громах — звуки горнов; грезится поднятое на возвышенности красное знамя. Последним движением руки отдав салют, она умирает (одновременно с окончанием грозы).

### Песня
Фрагмент поэмы от слов «Нас водила молодость в сабельный поход» до слов «Чтобы юность новая из костей взошла» (включительно) называется «песней» (это авторское название, которое стандартно вошло в употребление). Слова песни говорятся от имени отдавших жизнь за революцию.
Данный фрагмент часто цитировался на пионерских и комсомольских слётах, исполнялся и перекладывался на музыку отдельно от остальной поэмы (см. раздел «Исполнения»).

## История создания
Прототипом пионерки Валентины была Валентина Дыко, дочь квартирных хозяев Багрицкого, у которых он снимал комнату в Кунцеве с 1920 по 1932 год. Впоследствии отец девочки, Михаил Елисеевич Дыко, был отправлен на Колыму, где был расстрелян в апреле 1938 года на «Серпантинке» вместе с родным братом. Валя Дыко умерла в кунцевской детской больнице от скарлатины в 1930 году, в возрасте тринадцати лет. В беседе с деткорами «Пионерской правды» Багрицкий позже рассказывал, что мать действительно принесла девочке крест перед смертью, и Валя действительно отдала салют перед тем, как умереть. Он решился на создание посмертной поэмы, посвящённой Вале, пересказав ряд обстоятельств, заимствованных из жизни, но и снабдив произведение значительной частью художественного вымысла. 

Этот случай мучал меня два года. И вот я написал «Смерть пионерки» в виде сказки. Я ясно представлял себе, что её надо написать как можно проще, рассказать о том, почему Валя дорога мне
— стенограмма беседы Багрицкого с деткорами «Пионерской правды»
Мать Валентины Дыко читала поэму ещё в рукописи и осталась недовольна тем, что смерть её дочери была изображена неправильно. Багрицкий не отрицал этого, отвечая, что «художник имеет право на вымысел».
Валя Дыко также фигурирует в поэме «Человек предместья» (см. раздел «Связанные произведения»)
Другим прототипом поэмы была Вера Селиванова, двенадцатилетняя крестьянская девочка из деревни Пикозеро Северного края. Летом 1929 года во время охотничьей экспедиции Багрицкий с друзьями остановились переночевать у Селивановых и слышали, как мать Веры уговаривала умирающую дочь поцеловать иконку, но девочка отказалась. Через несколько часов Вера умерла. По свидетельству очевидца Е. Твердова, этот случай глубоко потряс Багрицкого.

## Связанные произведения

### Э. Г. Багрицкий, поэма «Человек предместья», 1932 год
«Человек предместья» — предыдущая поэма из того же сборника Багрицкого, «Последняя ночь». В этой поэме описывается жизнь и быт семьи Дыко, скорее в критическом аспекте (их тихое семейное устройство и будни, занятые рутинным ведением хозяйства, противопоставляются веяниям подступающего нового времени, причём дочь, упоминающаяся в поэме, фигурирует на стороне «времени»). На связь поэм указывал сам Багрицкий в беседе с деткорами «Пионерской правды», добавляя при этом также, что разногласия во взглядах у дочери с отцом были именно в реальной жизни, у прототипов (в двух словах: рутинный монотонный уклад жизни, описанный в поэме, сам поэт формулировал как «мелкособственнические взгляды»).

### Н. М. Олейников, стихотворение «Карась», 1927 год
В конце двадцатого века в литературе возникла полемика относительно связи поэмы «Смерть пионерки» и стихотворения «Карась», написанного за пять лет до того (в 1927 году) поэтом Н. М. Олейниковым. Многие обратили внимание на сходство метрики и эпитетов, фигурирующих в ключевых моментах.
Гипотеза о том, что «Карась» являлся прямой пародией, была достаточно распространённой, но Елена Михайлик, подробно анализируя данный вопрос, указывает на её несостоятельность.
Первое упоминание о «Карасе» заведомо состоялось в декабре 1931 года, — данное стихотворение как пример «полнейшей творческой прострации» в поэзии критиковалось Николаем Асеевым на поэтической дискуссии Всероссийского союза советских писателей, речь Асеева позже была опубликована в журнале «Красная новь». Кроме того, незадолго до произнесения этой речи была арестована группа советских писателей, принадлежавших ОБЭРИУ (Объединение реального искусства), с формулировкой «вредительство в области детской литературы», и об этом деле было известно всему писательскому миру. Отсюда Елена Михайлик делает вывод, что Багрицкий не мог не знать о «Карасе» в момент написания «Смерти пионерки», и ввёл туда элементы переклички с «Карасём» сознательно.
Версия Елены Михайлик о причинах, побудивших Багрицкого включить в произведение перекличку — естественный антагонизм мотивов поэзии Багрицкого и членов ОБЭРИУ. Багрицкий желал превращения мира, полного переосмысления, новых идеалов и ухода от старого и приевшегося порядка, и с этой точки зрения советская идеология была ему близка (подробнее см. комментарии Михайлик в разделе «Анализ поэмы»). Поэты ОБЭРИУ, в том числе и Олейников, воспринимали мир как апофеоз неуютности бытия, а к новым переменам относились скорее с безразличием, считая их неспособными пошатнуть абсурдность существования. Поэтому, подчёркивает Михайлик, сознательной целью Багрицкого была полемика с философией ОБЭРИУ:

Как жанр и образный ряд поэмы Багрицкого являются выдвижением на территорию христианства, конфискацией «новой земли» и «нового неба» в пользу революции, так её метр и лексика — и, возможно, сюжет — вторгаются в частный мир обэриутов, заменяя беззащитное и вполне буржуазное (при часах!) создание, «маленькую рыбку», буквально поглощённую жестоким миром, «молодостью», осмысленно и радостно жертвующей собой ради великой цели — и собственного продолжения в веках.
— Елена Михайлик, статья «Карась глазами рыбовода», «Новое литературное обозрение», 2007 год

## Анализ поэмы
Как правило, при анализе выделяют следующие основные мысли автора, присутствующие в произведении:
- неизбежное отживание старого мира и замена его новым, изменение ценностей вместе со сменой поколений (связка с «Человеком предместья» усиливает этот акцент)[2][3][7][13][14][15];
- героизация девочки на фоне произошедшей трагедии — смерть от болезни практически возводится в один ранг с героической гибелью, делается упор не на обстоятельства смерти, а на характер самого человека, на его настроение в данной ситуации[2][16]

Наряду с этими (наиболее часто встречающимися) зачастую присутствуют и другие комментарии к поэме.

### Советский период
- В. М. Максимов в статье «Литературное Кунцево», опубликованной в газете «Сталинское слово» в 1954 году, к 20-й годовщине смерти Багрицкого, отмечает именно тот пункт, на котором наиболее часто акцентируют внимание, — победа «нового» над «старым» на фоне упорного сопротивления «старого» «новому» в «Человеке предместья». Несмотря на парадоксальность такого момента, даже в смерти Вали новые ценности одерживают победу, что говорит о неизбежности наступления нового мира[7].
- Светлана Коваленко в предисловии к книге Э. Багрицкого «Стихотворения и поэмы» (1964 год) считает относительно связанными все три поэмы последнего прижизненного сборника, включая и «Последнюю ночь». Эти три поэмы, все вместе — «лирико-философское осмысление коренных проблем человеческого бытия», в которых поднимаются вопросы новой, социалистической нравственности. Она обращает внимание на вселенский масштаб, который фигурирует от поэмы к поэме, говоря о стремительном преображении и переформировании мира, просто обязанного в корне измениться на этом этапе, обращает внимание на соответствующие, глобальные, эпитеты: «Осыпался, отболев, скарлатинозною шелухой мир, окружавший нас» («Последняя ночь»); «Пылью мира покрыты походные сапоги» («Человек предместья»); само «Время», пришедшее провозгласить конец старого мира в «Человеке предместья»; «Мир, открытый настежь бешенству ветров» («Смерть пионерки»). Связь последующих двух поэм с «Последней ночью», поэмой о начале Первой мировой войны, Коваленко видит в той же теме сложного процесса перерождения как старого мира, так и душ людей, его населяющих; а само наличие страшной братоубийственной войны она считает объектом атрибутики старого мира[3].

Поэт при этом, подчёркивает Коваленко, сам на стороне перемен — не случайно он ведёт повествование «Последней ночи» от первого лица, и обнаруживает в «Человеке предместья» у Времени сходство с собой.
В «Смерти пионерки» же раскрывается «романтический образ бессмертной юности», в который воплощается Валентина. Коваленко отмечает, что романтический мотив юности и молодости поколения, символизирующий революцию и новый, нарождающийся мир, характерен и для поэзии зрелого Багрицкого, и для других поэтов, его современников. Подобные эпитеты находятся у многих:

И этот устойчивый образ стал одним из определяющих в поэтической системе советской романтической поэзии. У Маяковского — это «весна человечества», «страна-подросток», «молодость мира», у Владимира Литовского — «вечная юность», «юность планеты», «молодость неслыханного мира», у Михаила Светлова — бессмертная «боевая юность».
— С.А. Коваленко, предисловие к книге Э. Багрицкого «Стихотворения и поэмы», 1964 год

### Постсоветский период
В 1990-е и 2000-е годы у тенденций анализа поэмы появилась новая общая черта — критики обратили внимание на формальное структурное сходство сюжета поэмы и традиционного христианского жития, то есть на простую подмену старых христианских ценностей новой идеологией, но без изменения самих аксиологических принципов. (см. анализ Сергея Стратановского, Татьяны Артемьевой, Елены Михайлик).
- Т. В. Артемьева в статье «Загадка русской души, или Нужна ли нам вечная игла для примуса?» (1998 год) отмечает, что в русской литературе присутствует тенденция присвоения идеологии умирающему ребёнку, что значительно усиливает влияние на читателя, и сводит на нет возможное критическое восприятие данных идей. На центральное место при этом ставится не горе утраты, а тот факт, что ребёнок умирает не напрасно. Она проводит параллель между «Смертью пионерки» и написанным более чем за 120 лет до неё стихотворением А. С. Шишкова «Умирающее дитя» (1810 год). Артемьева обращает внимание на необыкновенное сходство и почти полное совпадение сюжета и идеологической составляющей у двух произведений (разница только в том, какие именно доктрины воспевались поэтами — Лиза, героиня стихотворения Шишкова, ласково упрекает плачущую мать в недостатке веры, и перед смертью осеняет себя крестным знамением). Артемьева считает произведения написанными полностью независимо, а сходство — непреднамеренным, сильное ситуативное совпадение говорит именно об одном и том же приёме[17]:

Взаимно не обусловленные, разделённые более чем столетием, ориентированные на прямо противоположные мировоззренческие установки, они (стихотворения) удивительно схожи. И в том и в другом умирающая девочка делает некий сакральный жест, посрамляя этим недостаточную убеждённость взрослых: пионерка Валя отвергает крест и отдаёт пионерский салют, а «малютка Лиза» совершает крестное знамение, упрекая мать в несовершенной вере. «Революционный» поэт Багрицкий и «консервативный», даже «реакционный» (в оценках своих современников) Шишков создают совершенно идентичные образы.
— Т. В. Артемьева, Фигуры Танатоса: искусство умирания. Сборник статей. «Загадка русской души, или Нужна ли нам вечная игла для примуса?»
- В биобиблиографическом словаре «Русская литература XX века. Прозаики, поэты, драматурги» (2005 год) так же, как и у Коваленко, приведено мнение о связи всех трёх поэм сборника, и обращается внимание на тему смерти, которая достаточно символично фигурирует во всех трёх поэмах: ясное представление смерти в конце «Последней ночи» (хотя частично автобиографичное лицо, ведущее повествование, остаётся в живых на момент рассказа); смерть человека предместья (не физическая смерть, а неизбежный отход в прошлое маленького мирка предместья — одного из последних оплотов старого мира — Страшна …последняя ночь …человека предместья…, так как против него ополчается не только время, врывающееся непогодой в его дом, но и собственная дочь); и физическая смерть Валентины, которая, тем не менее, в момент этой самой смерти одерживает свою маленькую победу, даже умирая утверждает при этом над миром новые идеалы[16].

Несмотря на то, что смерть Валентины приравнена к героической, в поэме много риторики, характерной для поэзии 1930-х в целом. Однозначного взгляда на комплекс проблем в поэме быть не может, — в частности, автор хоть и прославляет в «песне» героев Гражданской войны, но одновременно и ищет оправдание этой войне, он видит его в грядущем счастье последующих поколений.
- Сергей Стратановский в статье «Возвращаясь к Багрицкому» (журнал «Звезда», 2007 год) пишет, что «Смерть пионерки», — произведение о смысле смерти, и, с этой точки зрения, ставит его в ряд с такими произведениями Багрицкого, как «Разговор с комсомольцем Дементьевым» и «ТВС». Чёрные образы в грозовых тучах, — указание на то, что путь к «свету» (то есть счастливое будущее) лежит через «тьму» (то есть страдания), что можно обобщить на весь путь революции[14]:

…похоже на проговорку, напоминающую ту, которую допустил Маяковский: «Товарищ Ленин, работа адовая будет делаться и делается уже». Но если Маяковский действительно не понял, что он написал, то у Багрицкого это не проговорка. Он уверен, что путь к свету, проходит через грозовую тьму… …путь к коммунизму — через борьбу с хаосом
— Сергей Стратановский, «Возвращаясь к Багрицкому», журнал «Звезда», 2007 год
Жизнь Валентины была не напрасна, потому что была причастна к «некоему Большому смыслу», и теперь она уже не может ему изменить. Также Стратановский упоминает о сходстве этого «Большого смысла» с религиозным мировоззрением.
Стратановский также обращает внимание читателя на то, что Багрицкий страдал от астмы, после переезда в Москву в 1925 эта болезнь прогрессировала всё сильнее. Поэтому тематика смерти была ему не чужда, и все произведения о смерти он поневоле вынужден был наделять самостоятельными переживаниями.
- Елена Михайлик в статье «Карась глазами рыбовода» (журнал «Новое литературное обозрение», 2007 год), наряду с поиском причин аналогий из сравнения «Смерти пионерки» и Олейниковского «Карася» (см. раздел «Связанные произведения»), подробно анализирует саму поэму. Первое, на что она обращает внимание — жанр поэмы характеризуется как житие, причём сюжет парадоксально структурно схож с житием христианского типа. Но при этом идеология верности в христианстве не просто заимствуется, а инвертируется само противостояние христианин-язычник — теперь на месте язычества оказывается христианство, а оно должно уступить место ещё более новому и правильному мировоззрению. С этой точки зрения, Багрицкий «осваивает территорию христианства»: «Задачей же было… формирование нового религиозного пространства, где бог нового мира,… — это и есть „бог живой“, а прежний бог — бог идолопоклонников, бес». Самый характерный акцент — отказываясь от идеи христианского воскрешения, автор всё равно вводит в поэму чудеса Воскресения и Пресуществления (только теперь они каким-то образом, правда, не совсем конкретизированным, совершатся без помощи бога). Михайлик подчёркивает, в советской литературе 1930—1940 годов такая экспроприация христианских чудес советской идеологией встречалась достаточно часто[2].

Вторым важным пунктом, который отмечает Михайлик, является противопоставление нового бытия, нового мира и быта, частной жизни, который оказывается едва ли не более сильным врагом коммунизма, чем христианская традиция. Слова матери о «хозяйстве» и «добре», призванные вернуть Валентину к жизни бессильны потому, что план жизни, построенной на этих краеугольных камнях — фактически противопоставление её мечте. Неприятие уюта и быта — один из лейтмотивов общего творчества Багрицкого (и многих других советских поэтов). Для них быт воспринимался как планомерное уничтожение индивидуальности, с которым следует бороться любой ценой. Михайлик подчёркивает: целесообразность Гражданской войны, под данным углом зрения, — это не просто чаша весов с аргументами за и против, это суровая неизбежность, ведь без перемен гибель «актуального человеческого бытия», по мнению Багрицкого, практически неизбежна.

Валентина из «Смерти пионерки» была едва ли не воплощением победы одушевлённого юного мира над косной материей старого. В «Человеке предместья» «дочка в угластом пионерском галстуке» — полномочный представитель нового, неуютного бытия. Само её присутствие изнутри взламывает мещанский быт ненавистного автору обитателя пригорода.
— Елена Михайлик, статья «Карась глазами рыбовода», «Новое литературное обозрение», 2007 год
Героизация образа Валентины не случайна — это попытка идеализировать реальность, заменить неприглядный, жестокий и «не очень пригодный для проживания» мир поэтов ОБЭРИУ (который они описывали преимущественно с ироническим издевательством) на уверенность в глубоком смысле всего происходящего, в значимости каждого человека, не потерявшего свою индивидуальность в бытовой суете:

Подобно персонажам Олейникова, Валентина «Смерти пионерки» — это тоже маленькое существо, без повода и смысла раздавленное жестокой силой. Но вводя в сюжет чудотворный крест, отказ от него, последнюю присягу Валентины трубам и грому, Багрицкий идеологически оформляет мироздание, наделяет его смыслом, превращая смерть от скарлатины в гибель за дело коммунизма.
— Елена Михайлик, статья «Карась глазами рыбовода», «Новое литературное обозрение», 2007 год
- Лев Аннинский в книге «Красный век. Эпоха и её поэты» (2009 год) в главе о Багрицком отмечает в поэме присутствие знаков, символов, переходящих у Багрицкого из произведения в произведение — трубы, красное знамя, и третий, запечатлённый именно в этой поэме, — салют. Причём, упоминание о трубах в стихах Багрицкого, указывает он, практически всегда сопровождается двояким смыслом — это не просто сигнал о смене эпох и поколений («Над хаотической немочью старого мира, глухого, неслышащего, невменяемого, — несётся трубный глас»), но и сигнал во многом неоднозначный, несущий в себе переживания («в обертонах этой мелодии… первоначальное упоение осложняется смутной тревогой»), в случае со «Смертью пионерки», «вой», который «поднимают трубы», одновременно со значением призывного гласа, не может не содержать в себе ноты трагедии[8].

Аннинский немного иначе интерпретирует «Человека предместья» и его связь со «Смертью пионерки» — он считает, что в зрелые годы поэт переосмысливает сущности, и получающийся в произведении реализм — дань этому переосмыслению; железнодорожник — не антагонист «нового мира», а его вполне рядовой герой, да и сам поэт не противопоставляет себя ему, а примеряет его бытие на себя: «Он списан с кунцевского железнодорожника,… …но поэт пропускает это промежуточное бытие через свою душу. Он видит себя там, где и вообразить не мог бы, когда летел под красным знаменем, или, как всё чаще переосмыслялась эта гонка, — на трубе локомотива Истории, — теперь он оказывается на обочине». «Смерть пионерки» в этом плане несколько выбивается из колеи настроения поэта в локальный период (последние годы жизни и творчества), в ней снова воскресают про-идеологические настроения, Аннинский даже считает её единственным за этот период хорошо удовлетворяющим советской идеологии произведением:

В тучах, которые понемногу всё-таки сгущаются в начале 30-х годов над его головой, последний просвет даёт именно «Смерть пионерки», на которую не подымается рука даже у самых бдительных критиков.
— Лев Аннинский, книга «Красный век. Эпоха и её поэты», глава о Багрицком
- Олег Лекманов и Михаил Свердлов видят в стихотворении магическое заклятие, а в Багрицком — соискателя роли жреца и мистагога советского культа[18].

## Метрика
Поэма написана трёхстопным хореем, при этом типы окончаний четверостиший чередуются в вольной последовательности — используются ЖМЖМ ДДММ и ДМДМ (буквы М, Ж и Д означают мужские, женские и дактилические окончания соответственно). Вставная песня целиком состоит из дактилических и мужских окончаний.

## Исполнения

### Цитирование
- Звучит в фильмах «Дикая собака Динго» (1962 год); <<Нас водила молодость>> (1986 год); «Авария — дочь мента» (1989 год); «Пищеблок» (2021 год).
- Звучит в спектакле Константина Богомолова «Год, когда я не родился» по пьесе Виктора Розова «Гнездо глухаря», театр Олега Табакова, 2012 год[19].

### Песни
- Вставная песня из поэмы положена на музыку Владимиром Юровским (песня «Нас водила молодость»).[20] Также существует песня «Молодость» Марка Минкова[21].
- На слова песни из поэмы написан хор Бориса Кравченко «Молодость» — заключительный номер хорового пятичастного цикла «Оды революции» для смешанного хора без сопровождения[22].
- Метрика песни из поэмы также послужила образцом для нескольких известных советских песенных текстов, таких, как, например, «Песня о Щорсе» Михаила Голодного («Шёл отряд по берегу, шёл издалека»)[12].
- Перекликаются с текстом поэмы слова песни «Молодость жива» Владимира Бурдина, одного из основателей группы «Смысловые галлюцинации».
- Российская готик-метал группа Sopor включила песню на фрагмент поэмы в альбом «Phlogiston Theory» 2006 года (в альбоме песня указана под названием «Pionerka»[23][24]